# Peritornenta
Peritornenta é um gênero de traça pertencente à família Agonoxenidae.